# Guerra franco-svedese
La guerra franco-svedese fu il primo conflitto che vide il coinvolgimento della Svezia nelle guerre napoleoniche. Il paese scandinavo si unì alla Terza coalizione nel tentativo di sconfiggere la Francia di Napoleone Bonaparte.

## Antefatto storico
Nel 1803 la Gran Bretagna aveva dichiarato guerra alla Francia e fino al quel momento la Svezia, la Danimarca-Norvegia e la Prussia erano rimasti neutrali. Ma dopo l'esecuzione di Luigi Antonio di Borbone-Condé nel 1804, il governo svedese ruppe le relazioni diplomatiche con la Francia e concluse una convenzione che consentì agli inglesi di utilizzare la Pomerania svedese come base militare in cambio di un pagamento in denaro. La Russia promise alla Svezia che 40 000 uomini sarebbero accorsi in aiuto del paese se fosse stato minacciato dalle forze francesi. Così il 9 agosto 1805 la Svezia si unì alla Terza coalizione e il 31 ottobre dichiarò guerra alla Francia.

## La guerra

### L'offensiva contro l'Hannover
All'inizio del novembre 1805, una forza di circa 12 000 uomini, che includeva soldati britannici, russi e svedesi, fu inviata dalla Pomerania svedese per liberare l'Hannover controllato dai francesi. L'offensiva contro l'Hannover fu ripetutamente ritardata a causa della parziale riluttanza della Prussia ad accettare che gli eserciti svedesi e russi attraversassero le truppe attraverso il territorio prussiano. Tuttavia, nel dicembre 1805, dopo la battaglia di Austerlitz, le forze britanniche e russe iniziarono a evacuare l'Hannover, lasciando solo una piccola forza svedese ad affrontare i francesi. Nell'aprile 1806, anche gli svedesi furono costretti a ritirarsi nella Pomerania svedese dopo che era stato concluso un accordo tra la Prussia e la Francia.

### La quarta coalizione
Ma durante l'estate del 1806 la Prussia formò la Quarta coalizione contro la Francia, fatto che diede alla Svezia il diritto di occupare il Lauenburg. Ma durante l'autunno, le forze francesi avanzarono rapidamente e presto gran parte della Germania occidentale fu occupata, questo costrinse le truppe svedesi a ritirarsi verso Lubecca. Il piano era che le truppe da lì potessero prendere il mare per raggiungere Stralsund, evitando l'avanzata delle forze francesi. Gli svedesi furono catturati dai francesi il 6 novembre mentre caricavano le loro navi a Lubecca, e in seguito alla battaglia di Lubecca circa 1 000 soldati svedesi dovettero arrendersi alle forze francesi numericamente superiori.
All'inizio del 1807 l'esercito francese iniziò la sua offensiva contro la Pomerania svedese e assediò Stralsund il 15 gennaio, che si protrasse per sette mesi. Poiché le forze francesi erano impegnate in altri teatri di guerra, il numero di truppe stanziate intorno a Stralsund non fece che diminuire. Gli svedesi ricevettero rinforzi il 1º aprile e decisero di tentare di rompere l'assedio. La sortita ebbe successo e gli svedesi riuscirono a prendere Usedom e Wolin. Il 16 aprile i francesi contrattaccarono gli svedesi da Stettino con una forza di 13 000 uomini attaccò. Ciò costrinse l'ala sinistra dell'esercito svedese a ritirarsi e un'altra divisione a Ueckermünde fu accerchiata e catturata. Il 18 aprile Francia e Svezia firmarono un armistizio, in base al quale i francesi dovevano lasciare la Pomerania. Tuttavia, il governo svedese si rifiutò di aderire al blocco continentale e, sotto l'influenza diplomatica britannica, ha denunciò l'armistizio l'8 luglio.
Il 6 agosto 1807, 50 000 truppe francesi, spagnole e olandesi comandate dal maresciallo Guillaume Marie-Anne Brune invasero la Pomerania svedese e assediarono nuovamente Stralsund. Il 20 agosto 1807 i difensori della città capitolarono e i resti dell'esercito svedese furono circondati a Rügen. Tuttavia, il generale svedese Johan Christopher Toll riuscì a strappare delle condizioni favorevoli concludendo con il maresciallo Brune la convenzione di Schlatkow. Il 7 settembre le truppe di Toll si ritirarono in Svezia con tutte le loro scorte di munizioni.

### Trattato franco-russo

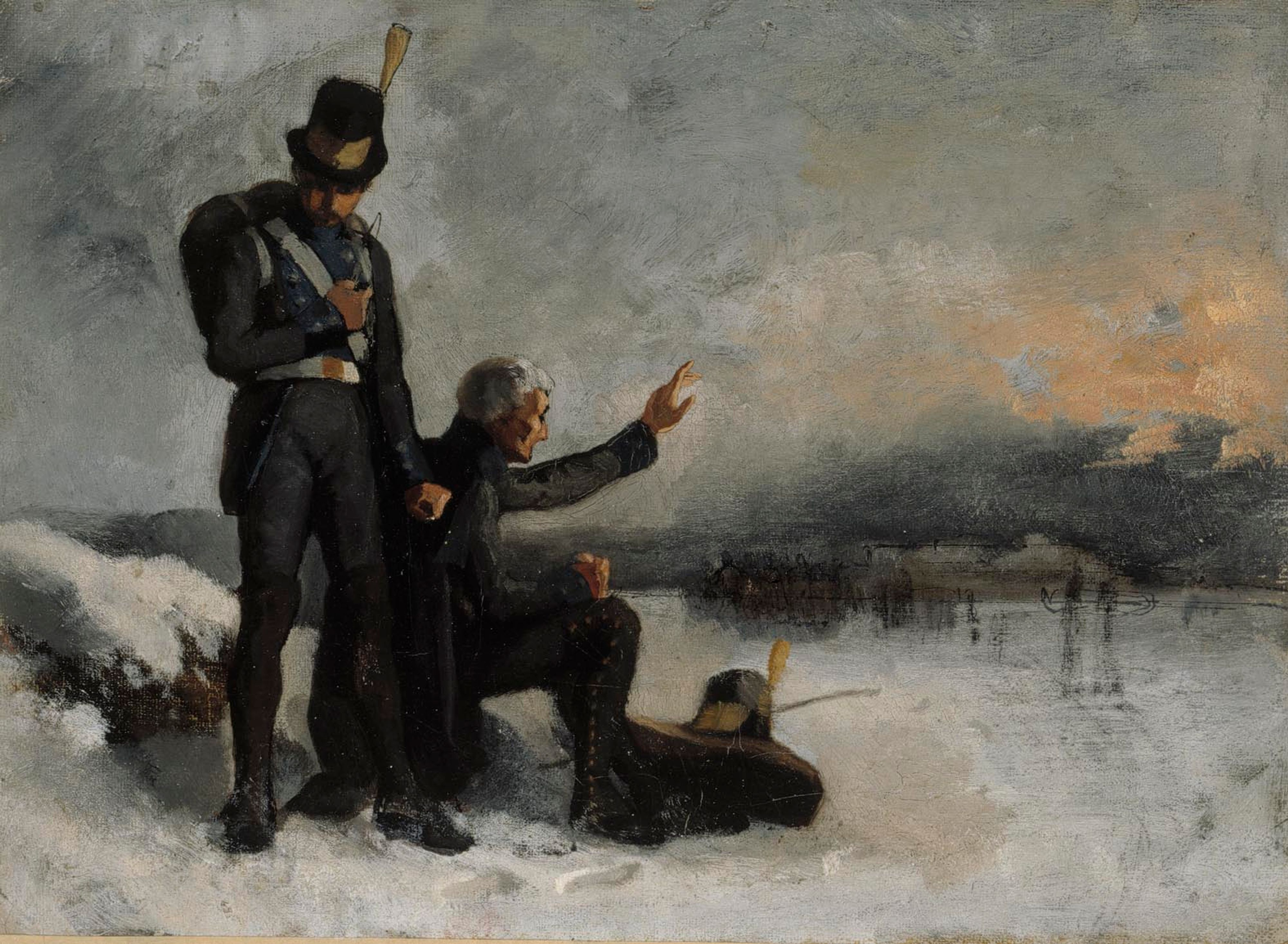
Scena della guerra finlandese, dipinta da Albert Edelfelt

La pace di Tilsit lasciò la Gran Bretagna e la Svezia senza altri alleati nella guerra contro la Francia. Il 21 febbraio 1808, la Russia si unì alla guerra contro la Svezia invadendo la Finlandia e il 14 marzo dello stesso anno, anche la Danimarca-Norvegia dichiarò guerra alla Svezia. Le truppe danesi e franco-spagnole iniziarono i preparativi per un'invasione della Scania, ma il piano fu abbandonato in favore di una campagna diretta al confine tra Norvegia e Svezia. La spedizione di John Moore inviata dal governo britannico per proteggere la Svezia da un possibile attacco franco-danese arrivò il 3 maggio 1808 e rimase fino a luglio quando fu reindirizzata in Portogallo.
I piani di Napoleone per invadere la Svezia non furono mai concretizzati a causa dell'attività britannica sul Mar Baltico, la debolezza dell'esercito danese e le esitazioni del maresciallo francese Bernadotte. Le azioni di Bernadotte lo resero abbastanza popolare da essere eletto principe ereditario svedese dopo il colpo di stato nel marzo 1809. Il 30 agosto 1809 il nuovo governo svedese concluse con la Russia il trattato di Fredrikshamn, il quale sanciva l'annessione russa della Finlandia e delle isole Åland. Il trattato di pace che concluse il conflitto tra Svezia e Danimarca-Norvegia, invece, venne firmato il 10 dicembre 1809.

## Conseguenze
Il 6 gennaio 1810 la Svezia firmò con la Francia il trattato di Parigi, mediato dalla Russia. Il trattato consentiva alla Svezia di riacquisire il controllo della Pomerania occidentale in cambio dell'adesione al blocco continentale. Il 17 novembre 1810 la Svezia dichiarò guerra alla Gran Bretagna e tutte le merci britanniche nella Pomerania svedese furono sequestrate. La guerra durò fino al 1812, ma non fu intrapresa alcuna azione militare e il contrabbando sul mare del Nord, sostenuto dal governo svedese, continuò indisturbato.